# Plantago ovata

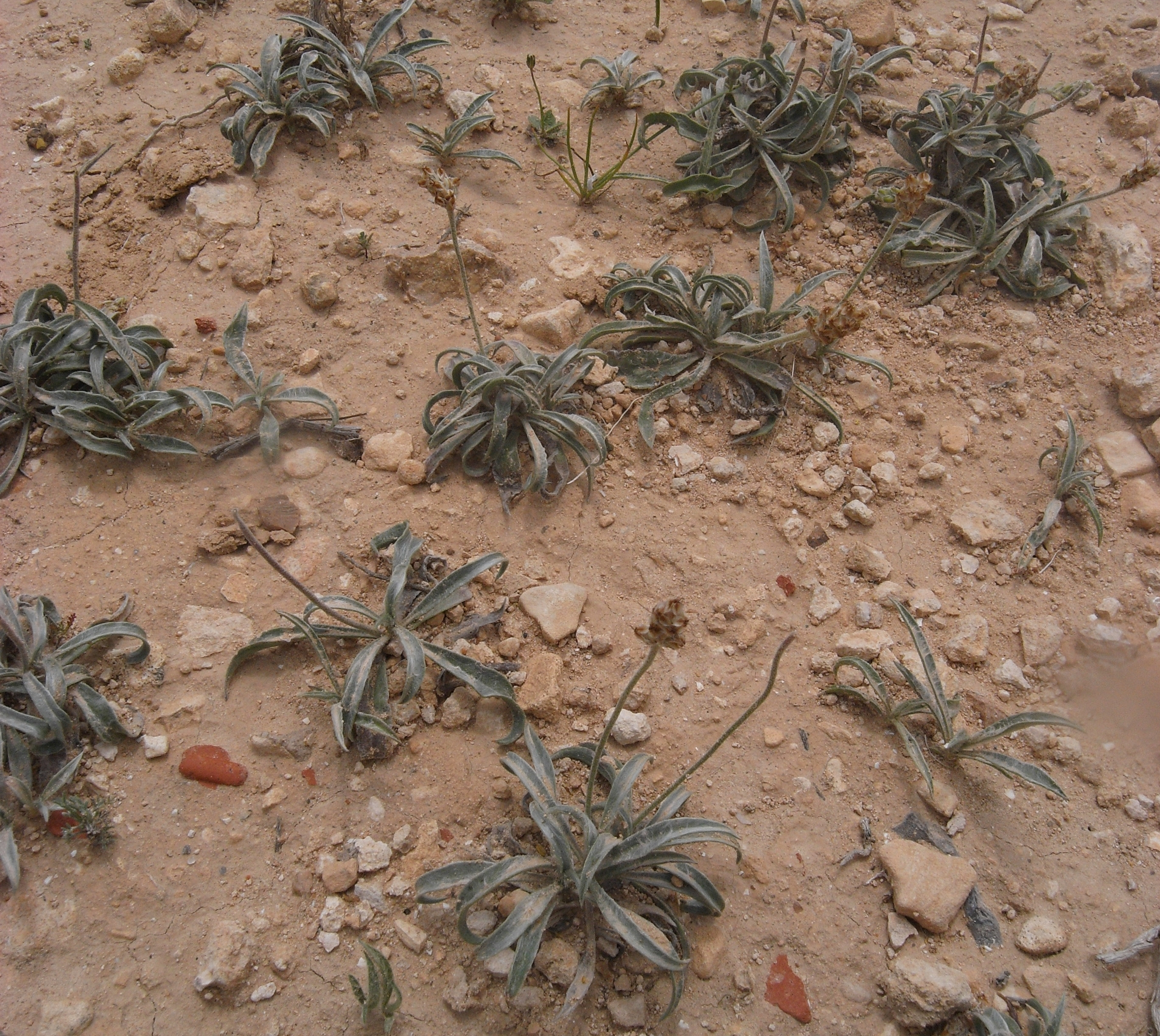
Plantago ovata var. ovata im Bestand in Tunesien

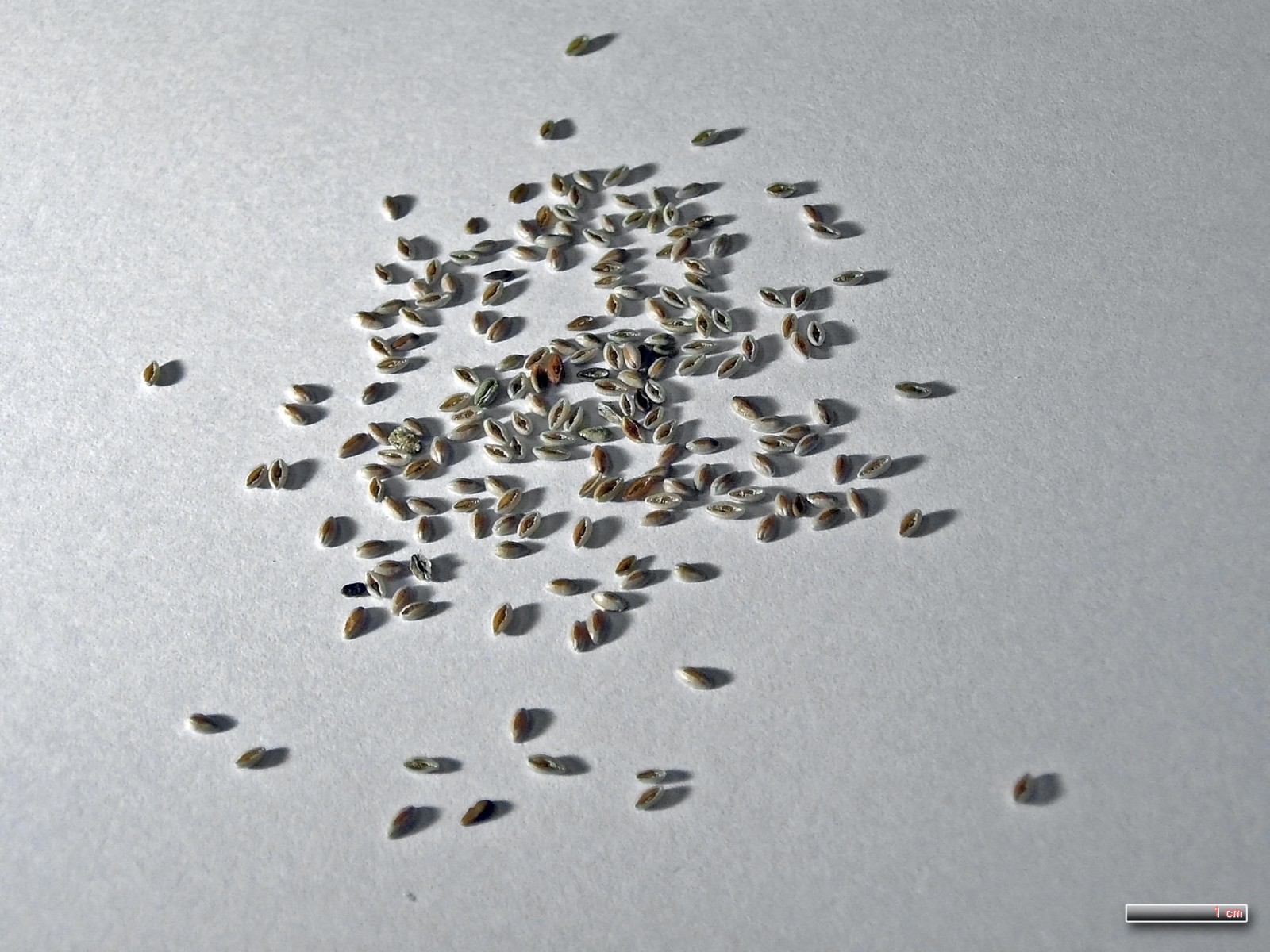
Plantago ovata in Form der Samendroge (Psyllii semen)

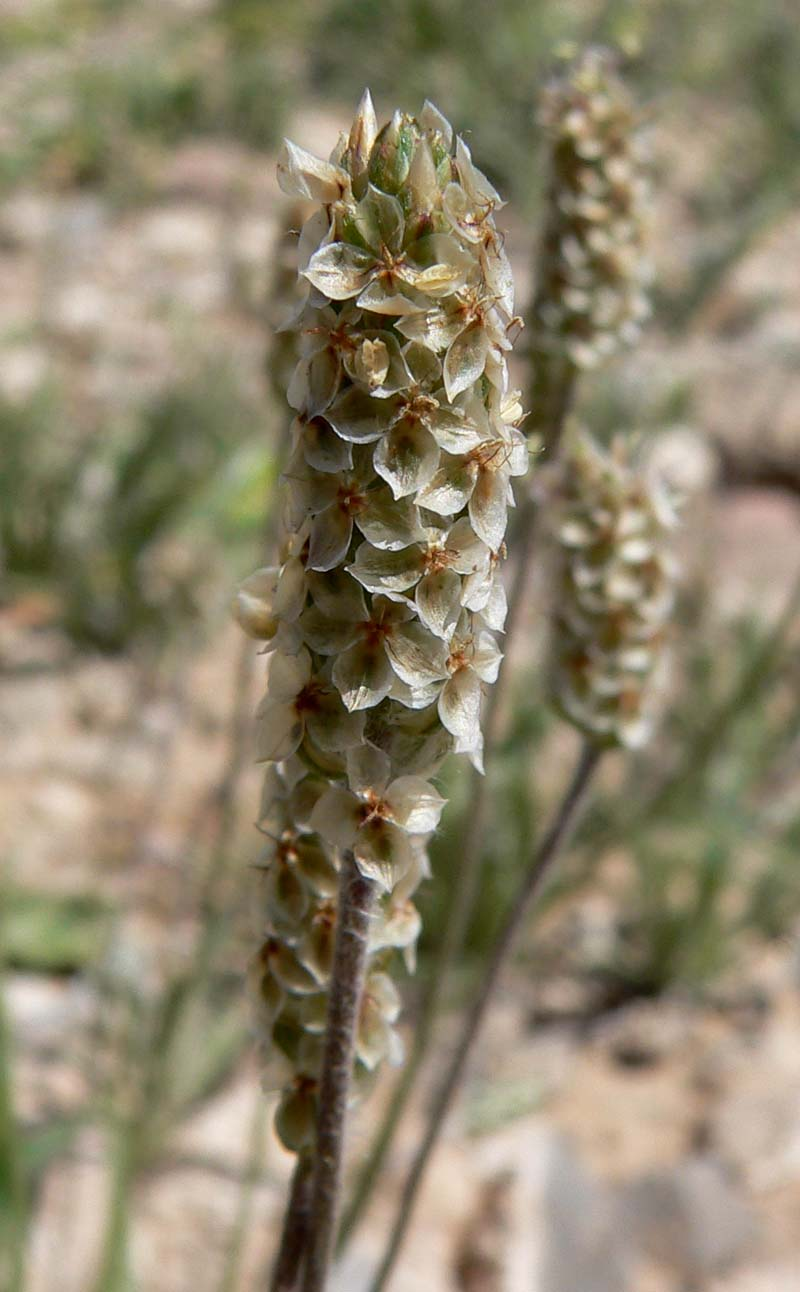
Blütenstand von Plantago ovata var. fastigiata

Plantago ovata ist eine Pflanzenart aus der Gattung der Wegeriche (Plantago). Sie ist in den Wüstengebieten Nordafrikas und Südwestasiens heimisch. Die Samen der Pflanzen werden unter dem Namen Indische Flohsamen oder Flohsamenschalen als Lebensmittel und zu Heilzwecken vertrieben und zu diesem Zweck hauptsächlich in Indien und Pakistan angebaut.

## Beschreibung
Plantago ovata ist eine einjährige (manchmal ausdauernde), krautige Pflanze mit einer Wuchshöhe von 2 bis 10 Zentimetern. Die linealen (selten lineal-lanzettlichen) Blätter stehen in einer Grundrosette und werden 2 bis 10 Zentimeter lang und 1 bis 5, bei guter Wasserversorgung bis 10 Millimeter breit. Sie sind spitz, am Rand entfernt gezähnelt oder meist ganzrandig, einnervig und dicht mit anliegenden, wolligen, bis 5 Millimeter langen Haaren bedeckt.
Die aufsteigenden Schäfte sind kaum länger als die Blätter, nicht gefurcht und dicht steifhaarig-wollig mit 1 (bis 2) Millimeter langen Haaren. Die Blüten stehen in dichten, eiförmigen, 0,5 bis 2 (selten 3,5) Zentimeter langen Ähren. Die Tragblätter sind um 3 Millimeter lang, eiförmig bis kreisrund, mit an der Spitze austretender Mittelrippe und breiten Hauträndern. Die Kelchblätter sind 2 bis 2,5 Millimeter lang, fast gleich groß, nur am Grund verwachsen, rundlich und fast flach. Sie haben einen austretenden Mittelnerv und breite, symmetrische Hautränder. Die Kronröhre ist (1,5 bis) 2,5 bis 3,5 Millimeter lang und kahl. Die Kronzipfel sind etwa 2,5 Millimeter lang, breit eiförmig bis rundlich und an der Spitze stumpflich bis sehr kurz zugespitzt.
Die Kapselfrüchte sind elliptisch, 2,5 bis 3 Millimeter lang und unbehaart. Sie enthalten jeweils zwei 2 bis 2,5 Millimeter große, eiförmige bis länglich-runde, bootförmige, gelbe bis braune Samen.
Plantago ovata blüht nach Niederschlägen, meist von Januar bis April. Abhängig vom Wasserangebot ist dieser Wegerich in Größe, Blattform und Behaarung sehr variabel.
Die Chromosomenzahl beträgt 2n = 8, selten 16.

## Verbreitung
Plantago ovata ist ein saharo-sindisches Florenelement. Das natürliche Verbreitungsgebiet reicht von den Kanaren und Madeira über Südost-Spanien, Nordafrika, Zypern, die Levante und die arabische Halbinsel bis nach Afghanistan, Pakistan und Indien. Die Vorkommen in der Neuen Welt in Gebieten mit entsprechendem Klima in den südlichen USA (Kalifornien, Nevada, Utah, Arizona, Texas), in Mexiko (Baja California) werden oft als jüngere Einbürgerung betrachtet, beruhen aber nach molekulargenetischen Untersuchungen auf einer Einwanderung im Pleistozän vor 200.000 bis 650.000 Jahren. Eingebürgert kommt die Art in Zentral-, Ost- und Südasien und in Australien vor.
Plantago ovata kommt in Wadis und an anderen Stellen mit zeitweiliger Wasseransammlung, auf Brachland und beweideten Annuellenfluren auf nitrifizierten Böden vor.

## Systematik
Plantago ovata wurde 1775 von Peter Forsskål erstbeschrieben. Sie lässt sich in vier Varietäten unterteilen:
- Plantago ovata Forssk. var. ovata, vertritt die Art in Nordafrika. Die Kronzipfel besitzen ein Längen-/Breitenverhältnis von nur 0,9 bis 1,3.[8]
- Plantago ovata var. decumbens (Forssk.) Zohary, kommt in Vorderasien vor. Das Längen-/Breitenverhältnis der Kronzipfel liegt wie bei den nordamerikanischen Varietäten bei (1,2 bis) 1,3 bis 1,7. Die Behaarung der Tragblätter ist kürzer als ein Drittel der Tragblattlänge.[8]
- Plantago ovata var. fastigiata (Morris) S. Meyers & A. Liston, wächst in den Wüstengebieten Nordamerikas. Die Behaarung der Tragblätter ist bei den beiden nordamerikanischen Varietäten länger als ein Drittel der Tragblattlänge. Die Kronzipfel besitzen keine rötlichbraune Mittelrippe. Die Mittelrippe der Tragblätter der Blüten ist grün.[8]
- Plantago ovata var. insularis (Eastwood) S. Meyers & A. Liston, ist an der Pazifikküste Nordamerikas und auf den kalifornischen und mexikanischen Kanalinseln verbreitet. Die Kronzipfel besitzen meist eine kräftige rötlichbraune Mittelrippe. Die Mittelrippe der Tragblätter der Blüten ist braun.[8]

## Verwendung

### Lebensmittel
Die Samenschalen werden als ballaststoffreiches Nahrungsmittel eingesetzt, etwa in Fruchtsäften als Schleim und in Getreideriegeln als Sättigungsmittel. Sie werden auch als Bindemittel verwendet, um glutenfreie Backwaren wie Pizza oder Muffins zu produzieren.

### Medikament
Hauptartikel: Flohsamenschalen
Im Handel gibt es verschiedene als Arzneimittel zugelassene, rezeptfreie Produkte, die aufgrund des guten Quellvermögens zur Behandlung von Verstopfungen eingesetzt werden. Sie wirken laxierend (durch die Quellung mit Volumenzunahme und Druck auf den Plexus myentericus des Colons), wirken aber auch dem Durchfall entgegen, da die Bindung von Wasser zur Eindickung des Stuhls führt.